# Jimmy Boy
Jimmy Boy est une série de bande dessinée belge créée par l'auteur Dominique David, publiée de 1984 à 1995 dans Spirou et éditée en album de 1990 à 1995 par Dupuis.
La série est terminée.

## Description

### Synopsis
À la suite de l'emprisonnement de son père pour avoir commis un homicide involontaire, un adolescent américain qui, à treize ans, fuit du pensionnat vagabonde dans les chemins de fer entre les frontières des États-Unis et du Canada dans les années 1920-1930…

### Personnages
- Jimmy Boy Hasley, adolescent débrouillard. Après sa fuite de la maison disciplinaire dans le Wyoming avec ses amis, le héros de cette aventure rencontre de nouveaux amis dans chaque épisode.
- Karl Hasley, le père de Jimmy Boy, meneur de grève, est emprisonné pour homicide involontaire.
- Nebraska, chef d'une bande de quatre jeunes vagabonds dans le second tome, est une jeune fille dont sa vraie identité est Johanna Nielson ayant fui de la maison familiale pour éviter de se trouver dans un pensionnat.
- Outek, le trappeur du troisième tome, avec qui Jimmy Boy s'aventure dans le détroit de Béring.
- Bob le vagateur, le pilote avec qui Jimmy Boy se lie d'amitié dans le quatrième tome et va le suivre jusqu'à Hollywood.
- Slide s'entend à merveille avec Jimmy Boy tout le long des deux derniers tomes.
- Nita va tantôt s'impliquer dans le trafic de drogues, dans le quatrième tome, et Jimmy Boy va la sauver avant de devenir sa petite-amie dans le cinquième tome.
- Dorothy, une amie de Nita, dans le quatrième et cinquième tome.
- Rombaldo, propriétaire des salles de cinéma dans le dernier tome, s'oblige à fermer les portes à la suite d'un souci financier en rapport avec la naissance des films parlants.
- Kasimir Kosma, spécialiste en affiches et en panneaux publicitaires, dans le dernier tome.

## Analyse
Après avoir travaillé pour de nombreux magazines, Dominique David crée le personnage baptisé Jimmy Boy pour le magazine hebdomadaire Spirou dans lequel elle commence les récits complets en 1984 et, depuis atteint sa maturité graphique et narrative, se poursuit dans les aventures à suivre à partir de 1988.

## Postérité

### Accueil critique
En 1993, la série a reçu le prix Max et Moritz de la meilleure bande dessinée pour enfants et adolescents en Allemagne.

## Publications

### Revue
- Spirou, Dupuis[2]
  - Jimmy Boy, no 2394, 1984 (Récit complet de dix pages)
  - Chattanooga, no 2406, 1984 (Récit complet de douze pages)
  - Norfolk, no 2424, 1984 (Récit complet de douze pages)
  - L'Ombre rouge, no 2435, 1984 (Récit complet de dix pages)
  - La Porte d'or, no 2486, 1985 (Récit complet de douze pages)
  - Panique sur le rail, no 2509, 1986 (Récit complet de seize pages)
  - Jennifer, no 2524, 1986 (Récit complet de huit pages)
  - De l’autre côté de la nuit, no 2542, 1986 (Récit complet de dix pages)
  - Graine de vagabond, de no 2637 à no 2646, 1988 (Récit à suivre)
  - Les Rebelles, de no 2703 à no 2711, 1990 (Récit à suivre)
  - Nimbus, de no 2763 à no 2775, 1991 (Récit à suivre)
  - Hollywood !, de no 2871 à no 2880 et de no 2893 à no 2900, 1993 (Récit à suivre)
  - Le Chat qui fume, de no 2978 à no 2989, 1995 (Récit à suivre)

### Albums
- 1 Graine de vagabond, Dupuis, mars 1990
Scénario et dessin : Dominique David - 2-8001-1723-0
- 2 Les Rebelles, Dupuis, novembre 1990
Scénario et dessin : Dominique David - 2-8001-1777-X
- 3 Robinson des glaces, Dupuis, septembre 1991
Scénario et dessin : Dominique David - 2-8001-1855-5
- 4 Hollywood !, Dupuis, novembre 1993
Scénario et dessin : Dominique David - Couleurs : Studio Von Steinbach - 2-8001-2002-9
- 5 Le chat qui fume, Dupuis, septembre 1995
Scénario et dessin : Dominique David - Couleurs : Angèle - 2-8001-2191-2

### Documentation
- Thierry Tinlot, « Comme un garçon », Les Cahiers de la BD, no 87,‎ décembre 1989, p. 20-21.

### Internet
- Jimmy Boy sur BD Oubliées